# Tsjernomorets Novorossiejsk
Tsjernomorets Novorossiejsk (Russisch: ФК Черноморец Новороссийск) is een Russische voetbalclub uit de stad Novorossiejsk aan de Zwarte Zee.
De club werd in 1960 opgericht als Tsement Novorossiejsk en stond onder deze naam bekend tot 1969 en van 1978 tot 1991. Tussen 1970-1977 werd de naam Trud Novorossiejsk en tussen 1992-93 Gekris Novorossiejsk.
Tussen 1960 en 1970 speelde de club in de tweede klasse van de Sovjet-Unie, daarna nam de club niet deel aan het Sovjet-kampioenschap tot 1978 toen ze terugkeerden naar de tweede klasse waar ze speelden totdat de Sovjet-Unie opgeheven werd. In 1992 werd de club geselecteerd voor de Westcompetitie van de Russische eerste divisie (de tweede klasse) en verbleef daar drie jaar. Na een derde plaats in 1992 won de club de regionale groep in 1993 maar slaagde er niet in te promoveren via de eindronde. Na de titel in 1994 promoveerde de club voor het eerst naar de hoogste klasse.
Tsjernomorets speelde in de Premjer-Liga van 1995 tot 2001, de beste plaats was zesde in 1997 en 2000. Na de zesde plaats in 2000 mocht de club deelnemen aan de Uefacup van 2001/02 en verloor in de eerste ronde van het Spaanse Valencia CF.
Na één seizoen tweede klasse promoveerde de club opnieuw, maar kon een nieuwe degradatie niet vermijden. Na seizoen 2004 werd een professionele licentie geweigerd. De club werd gereorganiseerd en nam de naam FC Novorossiejsk aan en speelde in de Amateurliga. In de loop van het seizoen werd de naam Tsjernomorets opnieuw aangenomen. De club kon kampioen worden en promoveerde zo naar de derde klasse. De volgende jaren ging de club op en neer tussen verschillende divisies. In 2023 kon de club na elf jaar opnieuw promotie afdwingen naar de tweede klasse.

## Tsjernomorets in Europa
- 1R = eerste ronde

Uitslagen vanuit gezichtspunt Tsjernomorets Novorossiejsk
| Seizoen | Competitie | Ronde | Land            | Club        | Totaalscore | 1e W    | 2e W    | PUC |
| ------- | ---------- | ----- | --------------- | ----------- | ----------- | ------- | ------- | --- |
| 2001/02 | UEFA Cup   | 1R    | Vlag van Spanje | Valencia CF | 0-6         | 0-1 (T) | 0-5 (U) | 0.0 |